# Brüsseler Rotulus
Der sogenannte Brüsseler Rotulus (Ms. 19606 der Bibliothèque royale de Belgique) ist eine mittelalterliche Quelle für die Beschäftigung mit der Motette sowie der musikwissenschaftlichen Epoche der Ars nova. Alle zehn Kompositionen auf dem Rotulus stellen Motetten dar, außer dem ersten Stück auf der Rectoseite. Die meisten der angeführten Motetten sind auch aus anderen Handschriften bekannt und wurden bereits in modernen Editionen veröffentlicht.
Er ist ein Beispiel für eine frühe Form, aber fast vollständig durchgesetzte Notation der Ars nova. Auch wenn der nach unten gerichtete Notenhals an der Semibrevis diese noch als semibrevis major kennzeichnet, hat sich die Minima bereits vollständig durchgesetzt.

## Herkunft
Auch wenn das Repertoire vornehmlich aus Paris kommt, deutet die Buchmalerei auf einen anderen, weiter nördlichen Herkunftsort hin.

## Format
Der Rotulus ist 17,5 cm breit und 139 cm lang und eines von wenigen erhaltenen Rotuli. Solche Rotuli, die einem aufgerollten Manuskript entsprechen, haben den Vorteil, dass sie nicht so schwer und großformatig wie ihre Entsprechungen (Prachthandschriften) sind und einfacher transportiert werden können. Ein gleichzeitiger Nachteil ist natürlich, dass ein Rotulus weniger gut geschützt und als Gebrauchsgegenstand schnell dem Verschleiß ausgesetzt ist. Weder entsorgt noch als Makulatur verwendet ist und der Brüsseler Rotulus als wichtige Quelle erhalten.